# Joe Ranft
Joseph Henry Ranft (ur. 13 marca 1960, zm. 16 sierpnia 2005) – dyrektor studia Pixar, artysta-animator, podkładał głos w wersjach oryginalnych filmów produkcji Pixar i Disney.

## Życiorys
Urodził się w Pasadenie (Kalifornia). Studiował na wydziale Character Animation w Institute of the Arts w Kalifornii. Po ich zakończeniu pracował dla studia Disney nad animacją do filmu Król lew, oraz Piękna i Bestia. Do studia Pixar dołączył w 1992, gdzie zaangażował się w produkcję Head of Story on Cars. Użyczył głosu Heimlich w Dawno temu w trawie, Wheezy the Penguin w Toy Story 2, Lenny the Binoculars w Toy Story, Jacques w Gdzie jest Nemo? oraz Edka w Auta.
Zginął w wypadku samochodowym, gdy samochód, którym jechał wraz z kierowcą (Elegba Earl) i drugim pasażerem (Eric Frierson). przebił barierkę i spadł z wysokości ponad 100 stóp do oceanu. Wypadek przeżył tylko Frierson, ponieważ w ostatniej chwili wypadku, opuścił auto za pomocą szyberdachu.

## Filmografia
- Auta (2006)
- Gnijąca panna młoda (2005)
- Iniemamocni (2004)
- Gdzie jest Nemo? (2003)
- Potwory i spółka (2001)
- Małpiszon (2001)
- Toy Story 2 (1999)
- Dawno temu w trawie (1998)
- Toy Story (1995)
- Bernard i Bianka w krainie kangurów (1990)
- Dzielny mały Toster (1987)

Filmy pt.: Auta oraz Gnijąca panna młoda zostały dedykowane zmarłemu Ranftowi.